# Stelian Ogică
Stelian Stancu Ogică (n. 24 mai 1968, Stoenești, Giurgiu) este o persoană care a făcut obiectul unui dosar penal de înșelăciune deoarece a susținut că a deținut un bilet câștigător la categoria I la Loto 6/49, bilet care i-ar fi adus un câștig de 25.293.818.616 ROL (aproximativ 1 milion dolari) și un apartament de trei camere în București.
În săptămâna următoare de după tragerea loto din 21 ianuarie 2001, el a susținut că este posesorul biletului câștigător de la Loto 6/49, dar că acesta i-a fost furat în seara zilei de 23 ianuarie 2001, fiind tâlhărit în scara blocului de doi necunoscuți (un bărbat și o femeie). Cu această ocazie, el a fost bătut și i s-au furat mai multe bilete loto-prono (60 la număr), printre care și cel câștigator la Marele Premiu.
La câteva zile după ce Ogică a început să susțină că biletul câștigător i-a fost furat, Loteria Română a validat drept câștigator biletul prezentat de către subofițerul SPP Constantin Murariu, căruia i-a atribuit câștigul. Ogică a susținut că l-a recunoscut ca agresor pe ofițerul SPP. 
Stelian Ogică a fost arestat în februarie 2001 de către procurorii bucureșteni, fiind anchetat pentru înșelăciune, prin înscenarea jafului a cărui victimă susținea că a fost. A fost eliberat din închisoare în anul 2003, ca urmare a unei hotărâri definitive a Curții de Apel București. Și după punerea sa în libertate, Ogică a continuat să-și susțină nevinovăția, făcând plângeri împotriva procurorilor care l-au anchetat și s-a adresat Curții Europene a Drepturilor Omului de la Strasbourg. 

### Evenimente Loto din viața lui Stelian
- în anul 2001, Ogică a fost condamnat la doi ani de închisoare, instanța considerând ca a falsificat biletul care i-ar fi adus peste un milion de dolari;
- în anul 2004, Stelian Ogică reușește din nou să câștige la Loto, ghicind 5 din cele 6 numere norocoase (circa 20.000 €);
- în anul 2005, celebrul jucător la 6/49 reușește din nou să câștige la cea de-a doua categorie (circa 17.000 €);
- în anul 2007, marchează din nou un premiu important la Loto, reușind să ghicească iarăși cinci numere (circa 20.000 €);
- tot în 2007, împreună cu un prieten, reușeste prin intermediul postului de televiziune OTV să strângă bani pentru un bilet colectiv cu o valoare uriașă, 155.000 €, necâștigător;
- de-a lungul anilor, Stelian Ogică a obținut peste 10 premii la categoria a treia, la Noroc sau la 5 din 40.